# 耶拿六人
耶拿六人（英語：Jena Six）是路易斯安那州耶拿的六名黑人少年，法庭判决他们2006年12月4日在耶拿高中殴打白人同学贾斯汀·巴克罪名成立。巴克当天被六人打进急救室，案件待审期间部分媒体宣称本案是美国种族不平等的范例，认为被告没有受到公正对待，初步起诉罪名过于严厉。
耶拿及周边地区在巴克遇袭前几个月发生多起事件，有人在学校树上悬挂绞索，白人和黑人青少年之间发生暴力冲突，耶拿高中主体建筑被纵火烧成白地。媒体宣称这些事件证明当地种族紧张局势升级。耶拿六人引起大量媒体关注，报导中经常把上述事端联系起来。联邦和拉萨尔堂区检察官的调查结论是媒体看法捕风捉影，例如纵火案的犯罪动机不过是想销毁成绩纪录。
警方以涉嫌故意伤害巴克逮捕六名学生，其中16岁的迈克尔·贝尔按成人受审，被判重度伤人罪和预谋重度伤人罪成立。但上诉法院推翻判决，要求按未成年人重新审理。案件在少年法庭开庭前，贝尔与控方达成协议承认罪行，换取减罪至殴打。另外五名被告随后都对各自罪名不予抗辩，法庭裁定罪名成立。
耶拿六人案引发抗议，部分人士认为六人被捕及之后检方一度提出的谋杀未遂罪指控过于严厉且存在种族歧视。抗议者坚称，涉嫌犯下类似罪行的耶拿白人青少年就能得到宽大处理。2007年9月20日，约1.5到两万人在耶拿示威游行，报导声称这是“多年来最大规模的民权示威”。美国其他城市也在这天发生抗议示威。此后还有涉及六人的歌曲、社论和和意见专栏问世，国会为此召集听证。

## 案发背景

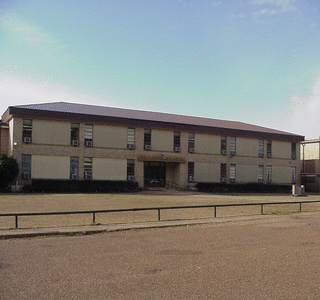
耶拿高中

耶拿高中位于路易斯安那州拉萨尔堂区小镇耶拿，这里居民不足三千，其中约九成是白人，一成黑人。早期报导表明不同种族的学生在自助餐厅等场所很少坐在一起，但报导准确程度尚有争议。早期涉及学校环境的报导表明，黑人学生下课时通常坐在礼堂附近的看台，白人学生坐在学校大院中间人称“白人树”（white tree）或“富家子弟树”（Preppy tree）的大树下。但据学校部分教师及管理人员所言，这棵树根本不是什么“白人树”，所有种族的学生都曾坐在树下，只是时间段不尽相同。
2006年8月31日，黑人男子新生在学校集合时询问校长，自己能否坐在那棵树下。据路易斯安那西区联邦检察官唐纳德·华盛顿（Donald Washington）所言，校长声称该学生是以开玩笑的态度提出问题，当时他告诉所有学生，“想坐哪儿都可以”。有线电视新闻网称该新人和朋友于是就坐在树下。

### 绞索
次日早上，学校工作人员和学生发现树上吊有绞索，报导数量不一，有称两条或三条。接受采访的黑人教师自称当天看到白人和黑人学生把绞索当成玩具用力拉，或拿来荡秋千，甚至把头伸进索套。《耶拿时报》（The Jena Times）助理编辑克雷格·富兰克林（Craig Franklin）表示，绞索是三名学生针对该校牛仔竞技白人队员的恶作剧。学校组建委员会调查后认定：“三名少年对绞索的象征意义一无所知，不知道美国历史上无数黑人被私刑绞死的可怕回忆”。三名学生的身份未公布。

### 后果
事发后学校的纪律处理不明，有报导称校长斯科特·温德姆（Scott Windham）得知绞索是三名白人学生所为后建议开除，但教育委员会否决他的建议，校监罗伊·布雷索普（Roy Breithaupt）认可委员会决定。早期报导称学生所受处罚减为停课三天。根据学区危机管理政策程序，三名学生被送到另类学校隔离“约一个月”，校内停课两周、周六留校，并且必须接受纪律法庭批评教育，通知家庭服务机构，返校上课前还需接受评估。
媒体引述布雷索普针对此事的说法：“青少年恶作剧而已，我不觉得这是威胁任何人”。耶拿的黑人居民认为，校监的说法引发种族紧张局势，导致之后事件发生。
联邦检察官华盛顿称，联邦调查局调查员认为在树上悬挂绞索“符合仇恨犯罪的所有特征”，但联邦检控体系极少起诉未成年人，三名学生的行为也没达到联邦调查局诉讼标准，所以不予起诉。拉萨尔堂区地区检察官约翰·里德·沃尔特斯（J. Reed Walters）表示，就像华盛顿没有找到任何联邦法规可以起诉三名少年一样，他也没找到合适的州法规。沃尔特斯还称，悬挂绞索的人应该感到羞耻。
耶拿高中严肃对待事件，事发后几天都请警察到学校调查。校长于2006年9月6日集合全校师生，耶拿警局邀请检察官沃尔特斯区在会上讲话。沃尔特斯因案件正在准备时间紧张，觉得学生对他的话还不够重视，他严正警告：“我既能是你们最好的朋友，也可能是最大的敌人。只要动动笔，我就能让你过得痛苦不堪或干脆毁掉你的一生。希望你们做什么蠢事前先问过我的意见。”黑人学生声称沃尔特斯发表上述言论时眼看他们，但沃尔特斯及当时也在场的学校董事比利·福勒（Billy Fowler）表示根本没这回事。沃尔特斯自称当时是看到两三名白人女生在会上用手机闲聊或玩手机而感恼怒。

### 纵火、打架和对峙
2006年11月30日，耶拿高中主楼被人纵火烧成白地。纵火犯的身份在事发好几个月后才确定，但新闻媒体普遍认为纵火案出于种族动机，进而导致针对巴克的故意伤害。2007年12月28日，新当选的拉萨尔堂区警长斯科特·富兰克林（Scott Franklin）公布调查结果，肇事者的动机只是想销毁成绩记录并令学校停课一段时间。六名男子（未成年和成年人各三名）被捕，警方正在追踪两名成年男子，八人中既有黑人也有白人。富兰克林认为，纵火与种族因素和耶拿六人均无关。两名受纵火罪起诉的被告认罪后被判十年有期徒刑并赔偿一千万美元。

耶拿镇外的“要走啦”便利店

2006年12月1日，耶拿的费尔粮仓举办私人聚会。罗伯特·贝利（Robert Bailey）等五名黑人少年晚上11点左右想参加聚会。据联邦检察官华盛顿所述，现场女子告诉五人，参加聚会的人事先都得到邀请。贝利等人坚持，声称朋友已经进去，此时某位不是学生的白人男子走到女人身前，随后就与贝利等人打起来。双方分开后，女子要求白人男子和黑人学生离开聚会现场。黑人学生出去后又与外面的多名白人男子打起来，这些人都不是学生。白人男子贾斯汀·斯隆（Justin Sloan）后因打架受殴打罪起诉，法官判处缓刑。贝利事后声称有白人用啤酒瓶打中他的头，但没有记录表明他事后就医。
次日，耶拿镇外的“要走啦”（Gotta Go）便利店又生事端，冲突双方分别是马特·温德姆（Matt Windham）和包括贝利在内的三名黑人少年。执法部门的记录表明双方陈述相互矛盾。温德姆声称他在贝利等人追逐下逃跑，拿到的枪也在扭打过程中被打落。但另一方表示，他们离开便利店时温德姆手持滑膛枪走上前来找麻烦，他们打掉枪支后便逃离现场。贝利最后受扰乱和平、二级抢劫和枪支盗窃罪起诉。

## 巴克遇袭
2006年12月4日，多名黑人学生对17岁的耶拿中学白人学生贾斯汀·巴克（Justin Barker）拳打脚踢。起初他们声称受害人因开种族主义玩笑找打，后来改口称他们是在看到三根绞索后殴打巴克。校监布雷索普认为，事件纯粹是“六名学生蓄意伏击一人，受害人在拳打脚踢中倒入血泊昏迷不醒”。贝克在急救室治疗三小时后出院，眼睛肿得睁不开，还需观察是否有腦震盪。急诊医师记录表明病人面部、双耳和手受伤。贝克事后参加学校的毕业戒指颁发仪式并在聚会起舞，他后来的证词表示：“我为它（毕业戒指）等了十一年，不会因为此事功亏一篑”，但因疼痛难忍，他只能提前离开舞会。贝克在案件审理期间作证，他的脸在遇袭后严重肿胀，一只眼持续三周看不见，而且头痛经常复发，变得非常健忘。
联邦检察官华盛顿认为绞索与巴克遇袭无关，沃尔特斯也有同样看法。“调查和庭审期间没有任何证据表明两件事情有关联，都是事情发生后才有人把它们联系起来”。华盛顿认为两件事都表明种族关系紧张，但耶拿高中学生并没有在发现绞索后表现出经久不息的愤怒。

## 刑事起诉
执法机构以故意伤害巴克的罪名逮捕六名学生，他们后来人称“耶拿六人”。其中17岁的小罗伯特·贝利、16岁的迈克尔·贝尔（Mychal Bell）、18岁的卡温·琼斯（Carwin Jones）、17岁的布莱恩特·普维斯（Bryant Purvis）和西奥·肖（Theo Shaw）被控谋杀未遂；第六人杰西·雷·比尔德（或）作为少年犯起诉。沃尔特斯认为袭击是由负有案底的16岁被告迈克尔·贝尔发起，所以决定将他作为成人起诉。

### 迈克尔·贝尔庭审过程
贝尔的案件由地区法院法官小毛夫雷（J. P. Mauffray, Jr.）主审。2007年6月26日，沃尔特斯在庭审第一天把指控减为二级重度伤人罪和预谋二级重度伤人度。重度伤人罪指控需要“危险武器”支持，对此沃尔特斯指出，贝尔脚踢巴克时穿的网球鞋就是危险武器。证人出庭证实看到贝尔殴打巴克，但也有证人不能肯定贝尔是否参与打人。
案件开审前，公設辯護人布莱恩·威廉姆斯（Blane Williams）建议贝尔接受認罪協商，庭审时他既未传召证人又没提供证据，完全没有辩护。陪审团由六名白人组成，拉萨尔堂区黑人只占一成，共计150名陪审团候选人中虽然有黑人，但愿意参与的50人全部都是白人，威廉姆斯对陪审团候选人的种族构成没有提出意见。
陪审团裁定贝尔罪名成立，可能面临最高22年有期徒刑。法官将量刑日期定在2007年9月20日。但贝尔的新辩护律师鲍勃·诺埃尔（Bob Noel）、小沃尔特·李·珀金斯（Walter Lee Perkins Jr.）、佩吉·沙利文（Peggy Sullivan）、路易斯·斯科特（Louis Scott）和卡罗尔·鲍威尔·列克星（Carol Powell-Lexing）要求案件重审，理由是贝尔不应视为成人受审。律师请求调低贝尔的保释金（九万美元），但法官于2007年8月24日以被告过去的少年犯案底为由拒决。贝尔曾因2005年12月25日殴打他人定罪，缓刑期间又犯下殴打和两项破坏财产罪。据报导，其中一项殴打指控是殴打17岁少女面部，但媒体起初宣称贝尔没有前科。2007年9月4日，毛夫雷法官撤消阴谋罪裁决，同意被告在这项罪名上的确应该作为未成年人受审，但维持重度伤人罪裁定。贝尔提出上訴，主要理由是不应将他视为成人审判。2007年9月14日，路易斯安那第三巡回上诉法院推翻重度伤人罪裁定，同意这不属于应将未成年人视为成人审判的罪名。
上诉法院下达裁决后，毛夫雷法官于2007年9月21日拒绝贝尔的保释请求，等待进一步上诉。9月26日，检察官沃尔特斯宣布不会上诉，同意将贝尔作为未成年人审判，贝尔随后交纳4.5万美元保释金获释，但需佩戴电子监控设备并接受假释官员监督。
2007年10月11日，毛夫雷法官裁定贝尔已经违反过去定罪后的假释条件，判决被告因两项故意伤人罪和两项破坏财物罪进入少管所服刑18个月，执法机关随后拘留贝尔。沃尔特斯表示，上述裁决与巴克遇袭无关，也没有在巴克案审理期间提及。辩方以双重审判为由要求驳回巴克案起诉，毛夫雷于同年11月8日拒绝。
贝尔殴打巴克案计划在12月6日开审，被告在开庭三天前与检方达成控辩交易，以认罪、同意出庭指证其他被告并放弃上诉换取罪名减轻至殴打，法官判他进入少管所服刑18个月，并可冲减执法部门关押及案件审理时间。

### 其他被告
2007年9月4日和10日，卡温·琼斯、西奥·肖和小罗伯特·贝利面临的指控均削减为二级重度殴打和预谋二级重度殴打。11月7日，检方对布莱恩特·普维斯的起诉罪名减为重度殴打和预谋重度欧打，普维斯的认罪答辩是罪名不成立。路易斯安那州法律认为17岁可以视为成年人承担刑事罪责，所以上诉法院推翻下级法院对贝尔的定罪不影响上述四人罪名。
被告提出多项动议，要求毛夫雷法官回避，案件审理暂停。2008年7月31日，托马斯·耶格尔（Thomas Yeager）取代毛夫雷审理其他被告的案件，主要原因是毛夫雷曾针对被告发表不当言论。2008年8月4日，路易斯安那州最高法院签署命令，派耶格尔审理另外五名被告的案件。沃尔特斯对最高法院命令上诉，但毛夫雷在2008年底退休，上诉已经没有意义而被驳回。
2009年6月26日，五名被告均对欧打罪“不予抗辩”，法庭裁定罪名成立，除在监狱服刑的肖以外每人罚款500美元支付庭审开支，剩下的部分赔偿给受害者家人（法庭命令被告不得与受害者家人接触），另有七天无监督缓刑。被告律师宣读声明向巴克的家人和小镇居民道歉。声明还针对巴克以种族言论挑衅导致挨打的传言表示：
特此澄清，我们都没有听到贾斯汀说出任何诽谤或其他挑衅言论，也没有看到他的任何挑衅举动能为迈克尔·贝尔故意伤人开脱。

主持认罪和裁决过程的耶格尔法官要求被告洗心革面，重新做人，不要违背法庭承诺。6月26日，巴克向耶拿六人提起的民事诉讼以未公开条款和解，起诉校董会的民事案件待定。

## 传媒关注

### 新闻报导
美国国家级媒体起初对耶拿六人缺乏关注，只有地方及路易斯安那州内媒体例外。《耶拿时报》和亚历山德里亚出版的区域报纸《城镇谈话》（The Town Talk）从案发前的事件就开始报导，部分非裔美国人博客也在全国主流媒体介入前开始追踪。2007年5月9日，另类新闻杂志《左转》（Left Turn）率先刊登涉及此案的外部消息来源报导。
5月20日，《芝加哥論壇報》西南分局主任霍华德·威特（Howard Witt）针对此案发文，该报成为首份报导耶拿六人的美国主流印刷媒体。他的消息来源是创办倡议团体“司法之友”（Friends of Justice）的德克萨斯州牧师艾伦·宾（Alan Bean）。该组织还向其他记者和博客作家发送消息文档，宾在文中要求拉萨尔堂区以外的权威机构调查和审理此案，而且不得监禁被告。英国《觀察家報》也在5月20日发文报导此案。
5月24日，英国广播公司《这个世界》（This World）节目播出跟进片段。2007年7月，案件开始获得大量国家级媒体关注，有线电视新闻网采纳耶拿市民和当事人父母。鉴于美國深南部的种族主义历史，许多新闻报导让人联想到民权运动，历史上的私刑或吉姆·克勞法。
部分来源指出媒体报导不尽不实。美联社刊文指出部分媒体报导有误，如绞索的数量、“白人树”的说法，以及肇事者所受纪律处分。音樂電視網为此撤回参考其他新闻来源导致信息失实的部分报导。

### 专栏和社论
许多主流媒体社论和专栏认可耶拿六人支持者的立场，他们以本案为例证探讨美国刑事司法体系中普遍存在的种族主义趋势，呼吁重新开展民权运动。大部分社论是在耶拿集会期间发表。《紐約郵報》2007年9月21日的社论认为，无论从何等情境出发，耶拿六人都是司法不公的受害者，他们显然受到双重种族标准对待。拜伦·威廉姆斯（Byron Williams）在《赫芬顿邮报》发文，与其他多篇社论一样援引城市联盟2005年的调查结论，称黑人男子犯下重度伤人罪后平均服刑48个月，比白人男子要长三分之一。城市联盟2005年的报告还称，黑人男子被捕后入狱几率是同等罪行被捕的白人男子三倍。专栏作家克拉伦斯·佩奇（Clarence Page）根据城市联盟的统计数字指出：“耶拿六人游行最理想的结果就是引发新（民权）运动，致力于减少乃至消除司法不平等。我不在乎谁来带头，只希望不要只有黑人参与。”《纽约时报》刊登哈佛大学奥兰多·帕特森（Orlando Patterson）教授的文章，以耶拿六人案强调监狱体系已成为“控制青年一代黑人”的手段，从更加广阔的视野来看，这也是导致各阶层男女关系危机的重要原因，结果将对黑人家庭生活构成灾难。
部分专栏作家批评媒体报导不尽不实，不公正地破坏小镇形象，导致全国范围的过度反应，对24小时新闻周期推波助澜。《达拉斯晨报》（Dallas Morning News）专栏作家希瑟·麦克唐纳（Heather MacDonald）谴责绞索是“卑鄙的挑衅”，但也指出部分媒体、政治及其他人士一心只求耸人听闻、唯恐天下不乱，“对传说中美国仍是种族主义国家的证据欣喜若狂”。《堪萨斯城星报》（Kansas City Star）刊登杰森·惠特洛克（Jason Whitlock）的专栏，提请读者留意部分报导失实。他重点关注艾伦·宾向媒体传播的内容：“宾的说法以自有观点为框架，泛泛而谈地指控耶拿刑事司法体系和当权者，其中包括不公正的偏见”。克雷格·富兰克林自称是唯一从事先就开始报导的记者，他还在《基督科学箴言报》发文指出：“我还从未亲眼见到职业新闻界这般下作的举动，用神话代替事实……耶拿（六人）的真相终将为人所知”。

## 公众反响
案件激起部分公众不满，认为耶拿六人是因种族因素受到指控，或是因种族导致罪名加重。六人的支持者在网上散发请愿书，为司法辩护筹资，还于2007年9月20日在耶拿抗议示威，吸引成千上万的示威者参与游行。

### 集会

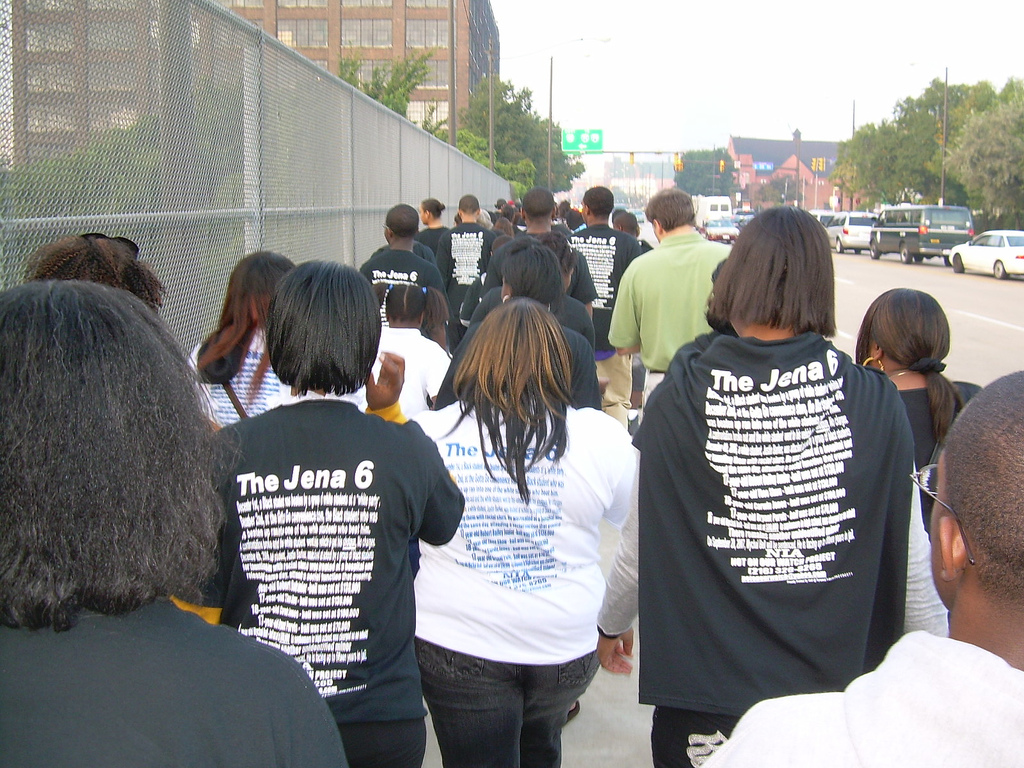
俄亥俄州克利夫兰支持耶拿六人的游行

2007年9月20日，耶拿出现众多支持耶拿六人的集会，这天正是贝尔原定的量刑日期。估计集会的示威者达1.5至两万人，小镇设施不堪重负，有些示威者甚至是从遥远的洛杉矶或华盛顿哥伦比亚特区搭客车赶来。通向耶拿的道路拥堵严重，许多示威者干脆把车留在路上步行进入小镇。参与者包括民权活动家杰西·杰克逊、阿爾·夏普頓和马丁·路德·金三世（Martin Luther King III），说唱歌手茅斯·达夫（Mos Def）、组合，说唱歌手兼演员艾斯·库伯除参与集会外还提供财政支持。非裔美国人达里尔·亨特（Darryl Hunt）曾于1984年被控对白人青年女记者先奸后杀，法庭裁定他罪名成立并判处无期徒刑，直到2004年才因DNA证据找到真凶洗刷清白，此时他已蒙受19年半冤獄。亨特是耶拿集会邀请的演讲嘉宾。ΑΦΑ兄弟会主席达里尔·马修斯（Darryl Matthews）向示威者致辞，声称“2007年了，马丁·路德·金平等待遇、尊重、公平和机遇的梦想仍然没有实现，这实在令人警醒”。

### 衍生艺术作品
耶拿六人案成为许多歌曲的素材。約翰·麥倫坎普发布歌曲和视频《耶拿》，诸如“耶拿，放下你的绞索”之类歌词引发媒体关注，麥倫坎普自称歌词是在“谴责种族主义”。视频将耶拿、事发高中及大树的影像与20世纪60年代民权集会和警察暴力的画面融合，还有约翰·肯尼迪与马丁·路德·金的演讲镜头、身陷镣铐的黑人男子等画面。耶拿市长墨菲·麦克米伦（Murphy R. McMillan）认为歌曲和视频中包含非常严重的指控并发表声明反驳。频道播出在耶拿集会上摄制的《秀》特别节目。博马尼·阿玛（Bomani Armah）发布歌曲《耶拿六人》。
多米尼克·莫里索（Dominique Morisseau）取材耶拿六人创作剧本《根源之血》（Blood at the Root），2014年3月28日在宾夕法尼亚州立大学中央舞台首演。故事取某被告同样在耶拿高中上学的姐妹视角，观众能从各学生的独特视度看到早期事端直至法院定罪。剧作在国际舞台巡回演出，评论称该剧能“促进种族和司法公正核心与基本难题的探讨”。

### 其他反响

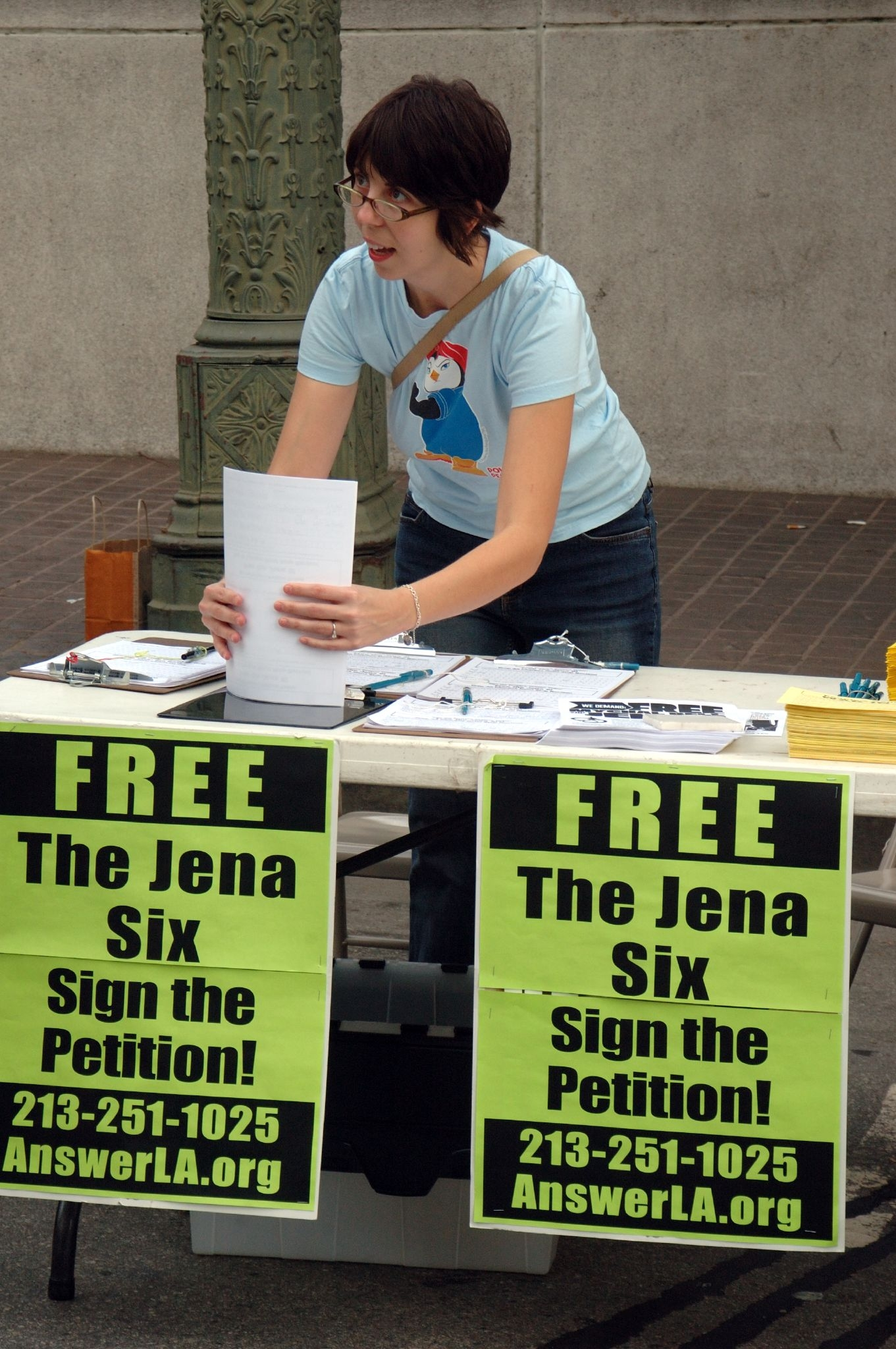
2007年，立即停止战争和种族主义联盟活动者在洛杉矶集会上为请愿释放耶拿六人征集签名

互联网出现各种涉及耶拿六人案的请愿。曾为飓风卡特里娜灾民代言的在线代言团体变革之色（Color of Change）呼吁地区检察官沃尔特斯撤消所有起诉，还要求凱瑟琳·布蘭科州长调查检察官的操守。变革之色为六人的司法辩护筹得21.2万余美元，其中大部分源于线上捐款。美国全国有色人种协进会网站起初提供通向辩护基金的链接，但网站上的耶拿六人支持页面捐款链接却将潜在捐赠人引到捐助全国有色人种协进会页面，而且没有说明哪些资金会提供给耶拿六人。受到黑人博客作家批评数天后，该页面链接改为指向辩护基金。
南方贫困法律中心为比尔德辩护，聘请当地律师为贝利辩护，帮忙协调整体辩护策略。
耶拿六人集会后的几个月里，法律辩护基金的会计和分配问题争议四起。罗伯特·贝利在账户页面张贴照片，显示他将许多百元大秒塞进嘴里，由此引发争议。电台主持人迈克尔·拜斯登（Michael Baisden）指控变革之色动用基金的过程黑幕重重，争议进一步升级。变革之色为此在网站提供链接，由用户核查已经兑现的支票。霍华德·威特11月10日在《芝加哥论坛报》发文，称变革之色是全美唯一在基金使用上完全透明的民权团体。但威特质疑所有民权团体筹得的50余万美元基金去向，贝尔的律师声称当事人没有拿到一分钱，六名被告的家人都拒绝公开捐款去向。
2007年9月22日，联邦调查局调查白人優越主義网站公布五名被告及部分家人的地址和电话，“以备有谁想上门主持公道”之举。联邦调查局发言人表示，他们认为网站“本质上就是在呼吁私刑”。民权活动家阿爾·夏普頓声称，部分被告家属一直接到威胁或骚扰电话。

## 后续发展

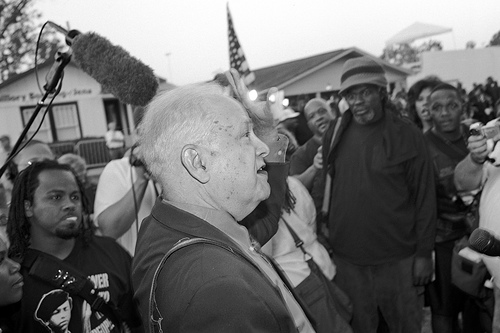
自称白人至上主义者的理查德·巴雷特在2007年9月20日的耶拿六人游行现场

2007年9月25日，美国众议院司法委员会主席、密歇根州民主党议员约翰·科尼尔斯宣布将召集国会听证调查“路易斯安那州耶拿发生的司法不公”，目标是迫使美国司法部采取行动。听证会于同年10月16日举行，唐纳德·华盛顿、阿爾·夏普頓等人作证，沃尔特斯拒绝前往作证。委员会大部分共和党委员拒绝出席。德克萨斯州民主党议员希拉·杰克逊·李（Sheila Jackson Lee）对华盛顿及其他司法部官员称：“你真可耻……身为人母我都要哭了，”还称“我想知道你到底准备怎么做才能让迈克尔·贝尔出狱”。华盛顿回复，联邦政府对此事作用有限。
2007年12月19日，李和国会黑人党团其他成员呼吁即将离任的布蘭科州长特赦耶拿六人，声称“我们相信无论迈克尔·贝尔与耶拿六人犯下何等罪行，他们都已向社会付出足够代价”。布兰科表示只能在州特赦委员会建议下特赦犯人，该委员会在她离任前没有开会计划。沃尔特斯表示，李“对种族平等的热忱值得钦佩，但对事实的把握令人无法苛同”。他还称，巴克遇袭远不止是学校打架那么单纯，“是与悬挂绞索无关的年轻人无端受到不可预料的袭击”。
2007年7月31日，耶拿高中将引发争议的大树砍倒。学校董事福勒表示：“那棵老树没有任何积极影响，只剩消极的一面。我在新校董会任职，大家都希望重新开始。”福勒还称，火灾后学校重建本来就需要砍倒这棵大树。也有人认为砍树不能解决耶拿的种族歧视问题，贝利的母亲卡塞普拉（Caseptla Bailey）就称：“砍倒那棵美丽的树不能解决现有问题”，“事情还会发生”。
2007年10月13日，琼斯和普维斯在亚特兰大出席黑人娱乐电视台嘻哈音乐奖颁奖典礼，并获邀颁发年度音乐视频奖。两人上台时，台下观众起立鼓舞致意。司仪卡特·威廉姆斯（Katt Williams）笑称：“他们看上去也没多凶悍嘛。”琼斯和普维斯在台上致辞感谢亲朋好友、“嘻哈王国”广播电台，以及前往耶拿游行的人。
2007年11月29日，贾斯汀·巴克和双亲递交民事诉状，起诉案发时已经成年的凶手，所有凶手的父母，学生马尔科姆·肖（Malcolm Shaw）和拉萨尔堂区学校委员会。巴克的急救医疗账单累计超过五千美元。原告指控拉萨尔堂区学校委员会对学生监管不足，未能保持纪律，而且“明知学生在学校遇到威胁和袭击”，却依然没有施行方案“阻止威胁和攻击学生的危险活动”。
民事案暂时搁置等待刑事案完结。得知比尔德动用辩护基金支付私立学校学费后，巴克的律师决定推进民事案。贝尔的民事案律师提出动议，要求民事案由毛夫雷法官审理，案件再度搁置等法官聆讯动议。毛夫雷不久后退休，罗纳德·勒威尔扬（Ronald Lewellyan）于2009年3月16日受命审理民事案。同年6月26日，法官批准巴克与耶拿六人的和解方案，针对学校委员会的民事案待定。

## 耶拿六人个人发展

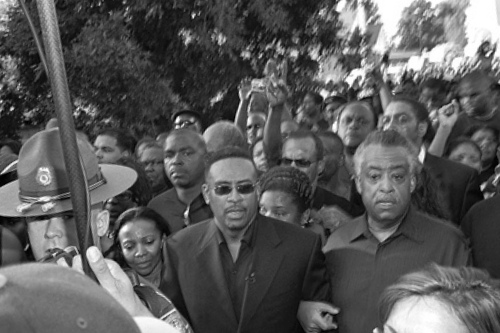
2007年9月20日，谈话节目主持人迈克尔·拜斯登与阿爾·夏普頓在耶拿的游行队伍前列

8月6日，耶格尔法官中止比尔德的缓刑，容许他进入康乃狄克州坎特伯雷学校就读。该校每年学费为3.99万美元，其中一半是用耶拿六人辩护基金支付。比尔德在该校参加篮球、棒球和橄榄球队，于2010年毕业。
2008年5月10日，路易斯安那州厄拉警察挡下周末假释时超速驾驶且没有合适汽车保险的贝尔。同年8月24日，他在接受有线电视新闻网电视采访时承认2006年殴打巴克，还称耶拿“种族气息十足”。三天后，路易斯安那州高中体育协会（Louisiana High School Athletic Association）拒绝贝尔延长一年运动员资格的申请。贝尔的父亲马库斯·琼斯（Marcus Jones）认为申请被拒是因为律师建议儿子承认罪行达成控辩交易。琼斯对此表示：“如果不是因为律师，迈克尔就能打橄榄球”，“他们强迫他接受认罪协议，如果没有接受，他就不会落得今天这步境地”。2014年，贝尔已进入巴吞鲁日的南方大学就读。
罗伯特·贝利在乔治亚州哥伦布的肖氏高中（Shaw High School）念书，还获得额外一年打橄榄球的资格。
西奥·肖进入其他高中就读并将学分转移到耶拿高中，他在另一所学校参加毕业典礼，但拿到耶拿高中的文凭。2018年6月3日，他从华盛顿大学法学院毕业，并获盖茨公共服务法律学者全额獎學金。